# Cuphea laeviuscula
Cuphea laeviuscula är en fackelblomsväxtart som beskrevs av Bacigal.. Cuphea laeviuscula ingår i släktet blossblommor, och familjen fackelblomsväxter. Inga underarter finns listade i Catalogue of Life.